# Comuna Jasienica
Jasienica este o comună (în poloneză: gmina) rurală în powiat Bielsko, voievodatul Silezia, Polonia.
Comuna acoperă o suprafață de 91,714 km² și are, potrivit datelor din anul 2006, o populație de 20.373.